# 27407 Haodo
27407 Haodo este o planetă minoră (asteroid), cu un diametru de 4,653 km, din centura de asteroizi. A fost descoperită pe 11 martie 2000 la Stația Anderson Mesa de Lowell Observatory Near-Earth-Object Search. 
Obiectul prezintă o orbită caracterizată de o semiaxă mare de 2,6454958 UAi, o excentricitate de 0,05, o înclinație de 14,23462 ° în raport cu ecliptica.